# Малык-Девесил
Малык-Девесил (болг. Малък Девесил) — село в Болгарии. Находится в Кырджалийской области, входит в общину Крумовград. Население составляет 440 человек.

## Политическая ситуация
В местном кметстве Малык-Девесил, в состав которого входит Малык-Девесил, должность кмета (старосты) исполняет Стефан Асенов Тюрдиев (коалиция в составе 4 партий: Демократы за сильную Болгарию (ДСБ), Национальное движение «Симеон Второй» (НДСВ), партия АТАКА, Граждане за европейское развитие Болгарии (ГЕРБ)) по результатам выборов правления кметства.
Кмет (мэр) общины Крумовград — Себихан Керим Мехмед (Движение за права и свободы (ДПС)) по результатам выборов в правление общины.